# Dobrich Challenger
Il Dobrich Challenger è un torneo professionistico maschile di tennis giocato sulla terra rossa che fa parte dell'ATP Challenger Tour. Inaugurato nel 2024 a Dobrič, in Bulgaria, il torneo fa parte della categoria Challenger 50. Nell'anno inaugurale sono stati disputati due tornei, uno ad agosto e uno a settembre.

## Albo d'oro

### Singolare
| Anno     | Campione             | Finalista   | Punteggio     |
| -------- | -------------------- | ----------- | ------------- |
| 2024 (2) | Guy den Ouden        | Jelle Sels  | 6–2, 6–3      |
| 2024     | Juan Bautista Torres | Ivan Gakhov | 5–7, 6–0, 7–5 |

### Doppio
| Anno     | Campioni                           | Finalisti                           | Punteggio         |
| -------- | ---------------------------------- | ----------------------------------- | ----------------- |
| 2024 (2) | Liam Draxl Cleeve Harper           | Francesco Maestrelli Filippo Romano | 6–1, 3–6, [12–10] |
| 2024     | Alexander Merino Christoph Negritu | Victor Vlad Cornea Ergi Kırkın      | 6–4, 6–2          |